# John Carey (Chính khách Úc)
John Newton Carey (sinh ngày 11 tháng 7 năm 1974) là một chính khách người Úc, là thành viên Lao động cho ghế của Perth trong Hội đồng Lập pháp Tây Úc. Ông từng là thị trưởng của Thành phố Vincent từ năm 2013 đến 2017.
Carey là người đồng tính công khai.